# Gus Dillon
Augustus Frederick (Gus) Dillon (Montreal, 17 april 1883 - Montreal, 19 september 1952) was een Canadees lacrossespeler. 
Met de Canadese ploeg won Dillon de olympische gouden medaille in 1908.

## Resultaten
- 1908  Olympische Zomerspelen in Londen